# Labyrinth no Kanata
Labyrinth no Kanata est un jeu vidéo de type dungeon crawler développé par tri-Ace et édité par Konami sur Nintendo 3DS. Il est sorti en janvier 2012 au Japon.

## Accueil
- Famitsu : 31/40[1]